# 2934 Aristophanes
2934 Aristophanes је астероид главног астероидног појаса са пречником од приближно 27,72 .
Афел астероида је на удаљености од 3,305 астрономских јединица (АЈ) од Сунца, а перихел на 3,031 АЈ.
Ексцентрицитет орбите износи 0,043, инклинација (нагиб) орбите у односу на раван еклиптике 8,813 степени, а орбитални период износи 2060,113 дана (5,640 година).
Апсолутна магнитуда астероида је 11,20 а геометријски албедо 0,076.
Астероид је откривен 25. септембра 1960. године.